# Fritzøe flyveplads
Fritzøe flyveplads er en nu nedlagt flyveplads, som ligger ved Numedalslågen, øst for Larvik centrum i Larvik kommune i Vestfold fylke, Norge.
Flyvepladsen er ikke længere i brug, og landingsbanen som oprindelig havde græsdække er nu delvis bebygget med kontorhuse. To gamle hangarer står endnu, og bruges som lagerplads af private.
Flyvepladsen blev tidligere brugt af blandt andet Larvik Mikroflyklubb.
59°06′N 10°06′Ø / 59.1°N 10.1°Ø